# ニコ・マッタン
ニコ・マッタン（Nico Mattan、1971年7月17日 - ）は、ベルギー、イゼヘム出身の元自転車競技（ロードレース）選手。

## 経歴
1994年、ロットと契約を結んでプロ転向。
2000年、ツール・ド・フランス初出場、総合22位。
2001年、GP西フランス・プルエー優勝。デ・パンネ3日間総合優勝。ジロ・デル・ピエモンテ優勝。
2005年、ヘント〜ウェヴェルヘム優勝。
2007年、引退。